# علاج بالكي

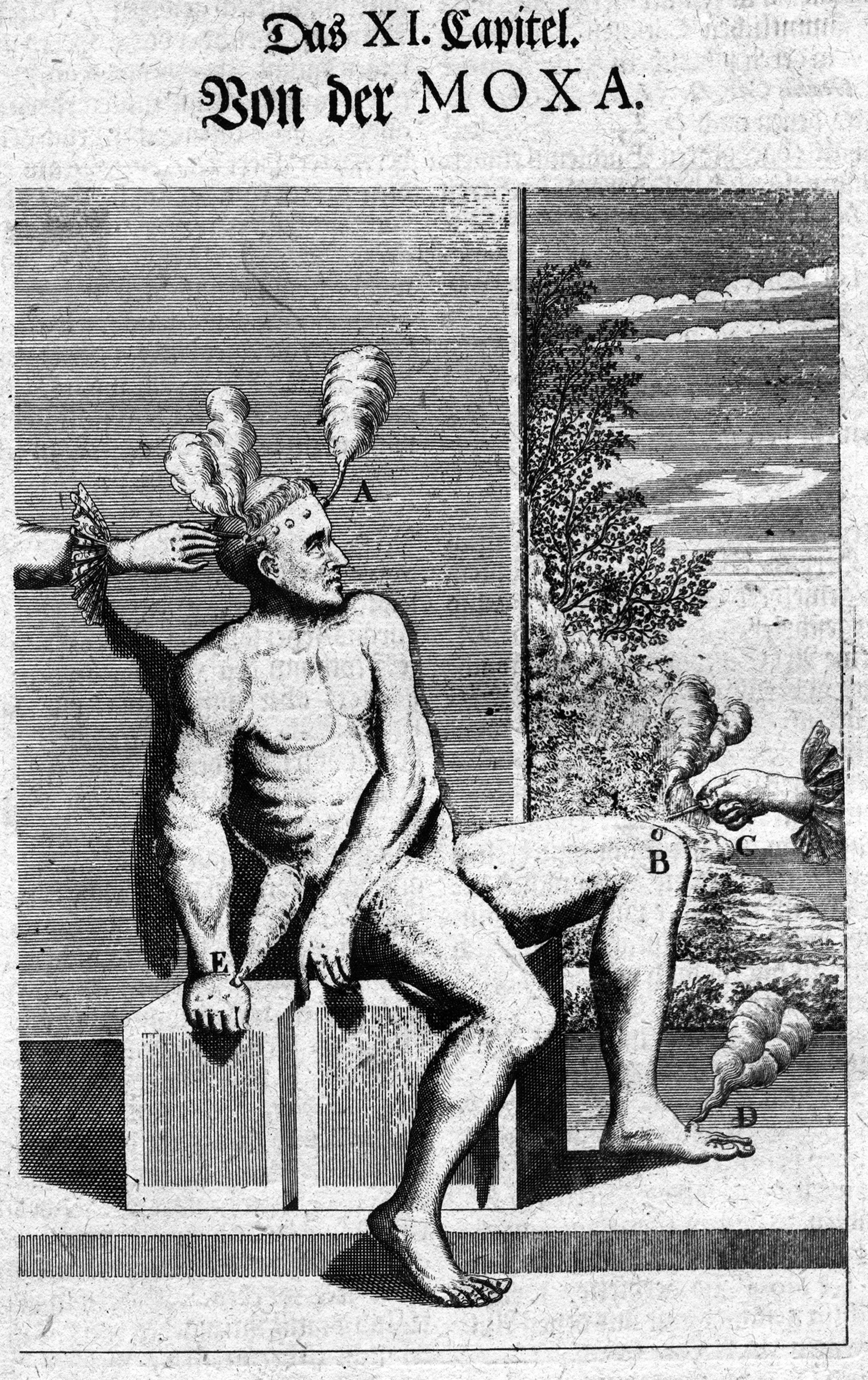
لوحة الكي في متحف مايكل برنارد فالنتيني (فرانكفورت، 1714)

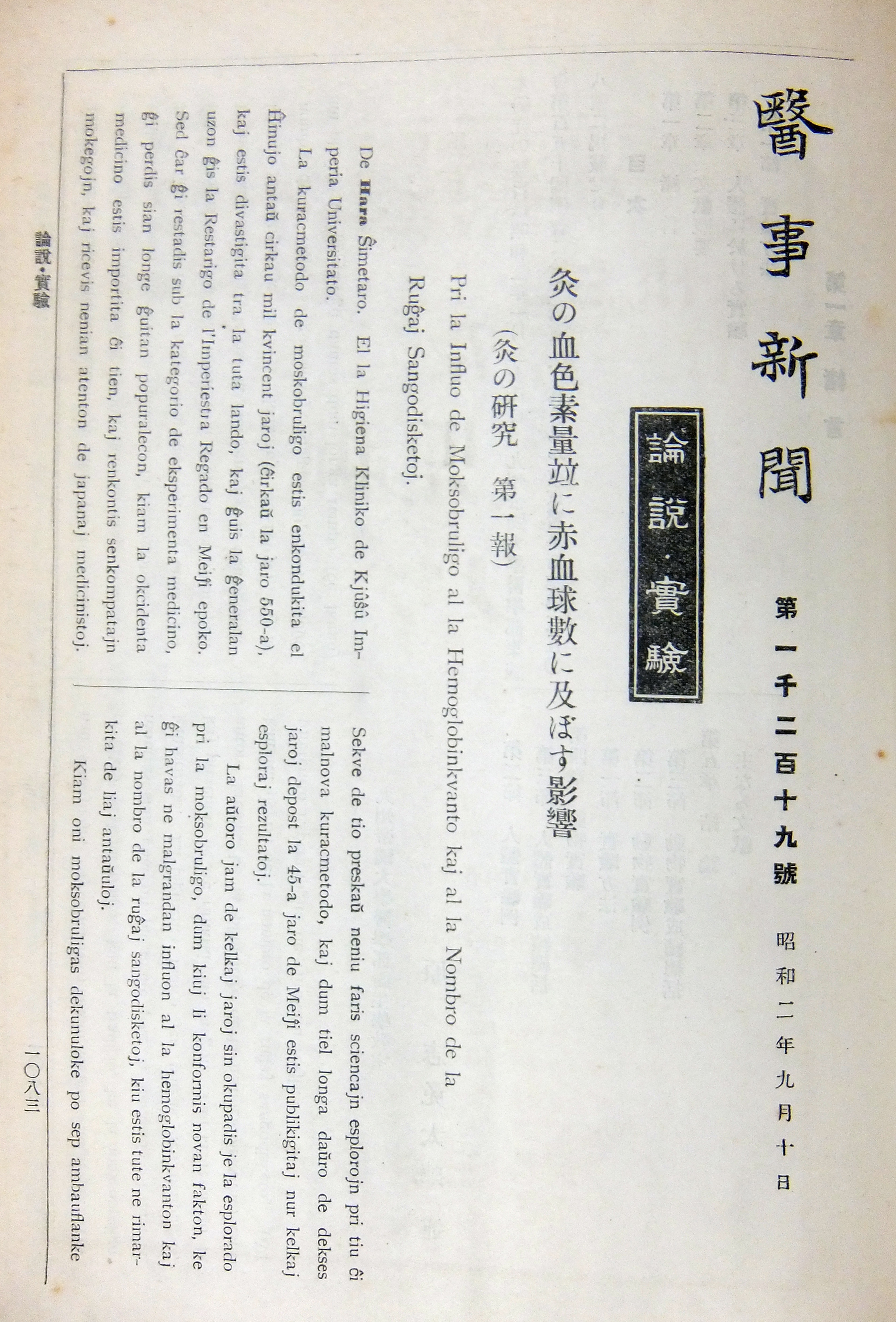
الصفحة الأولى من كتاب هارا شيميتارو: آثار الكي على الهيموجلوبين وعدد كريات الدم الحمراء. Iji Shinbun رقم 1219 10 أيلول/سبتمبر. 1927. (الموجز في الإسبرانتو)

الكي (بالصينية: 灸) (بالبينيينية: jiǔ) هو أحد طرق العلاج في الطب الصيني التقليدي الذي يتكون من حرق أوراق نبات الشيح المجففة على نقاط معينة على الجسم. يلعب الكي دورًا هامًا في طرق العلاج التقليدية الطبية  في  الصين (بما في ذلك التبت) واليابان وكوريا وفيتنام ومنغوليا. يزرع الموردون الشيح حتى تنضج ثم يطحنوها حتى تصير زغبًا، ويحرق الممارسين هذا الزغب أو يجمعوه على هيئته عصا كما في   السيجار. يمكن استخدامه بشكل غير مباشر، مع الوخز بالإبر أو حرقه على جلد المريض مباشرةً.

## الاصطلاح
كانت أول التصريحات الغربية الخاصة بالكي في كتابات وتقارير المبشرين البرتغاليين في القرن 16 في اليابان. أطلقوا عليه “botão de fogo” (زر النار) وهو ما يعني بالأساس عصا الكي الحديدية ذات الرأس المدورة. استخدم هيرمان بوشوف، الذي ألف أول كتاب غربي حول هذا الموضوع عام 1674 (بينما كانت الطبعة الإنجليزية في عام 1676) الكلمة اليابانية mugosa. وحيث أن حرف ال U لم يكن ينطق، فقد نطق الكلمة Moxa. ثم مزج الكتاب تلك الكلمة لاحقًا مع الكلمة اللاتينية Combustio والتي تعني احتراق.
تسمى عشبة الشيح المستخدمة في الكي يوموجي yomogi (蓬) في اليابان بينما تسمى ài أو àicǎo (艾, 艾草) في الصينية.
يستخدم الصينيون مصطلحات جايو  jiǔ (灸) أو jiǔshù (灸術)؛ والذي يستخدم كلاهما اليابانيون مع نطقهم كايو أو كاياتسو kyū و kyūjutsu. بينما يقرأها الكوريون تيوم tteum (뜸). ينسب الكوريون تطور الكي في الفلكلور الكوري إلى الإمبراطور دانغن وانغوم.

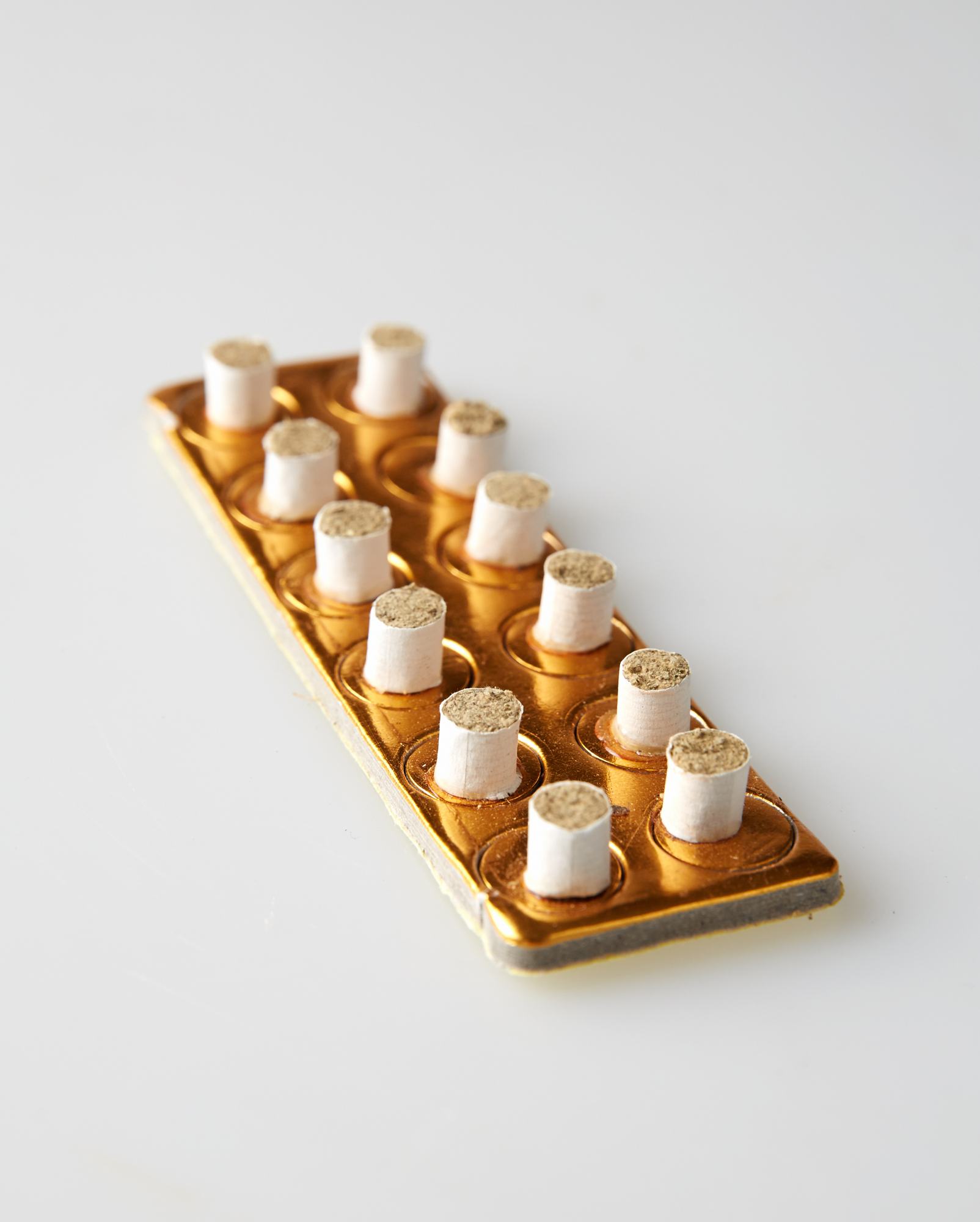
مجموعة من الشيح الكوري
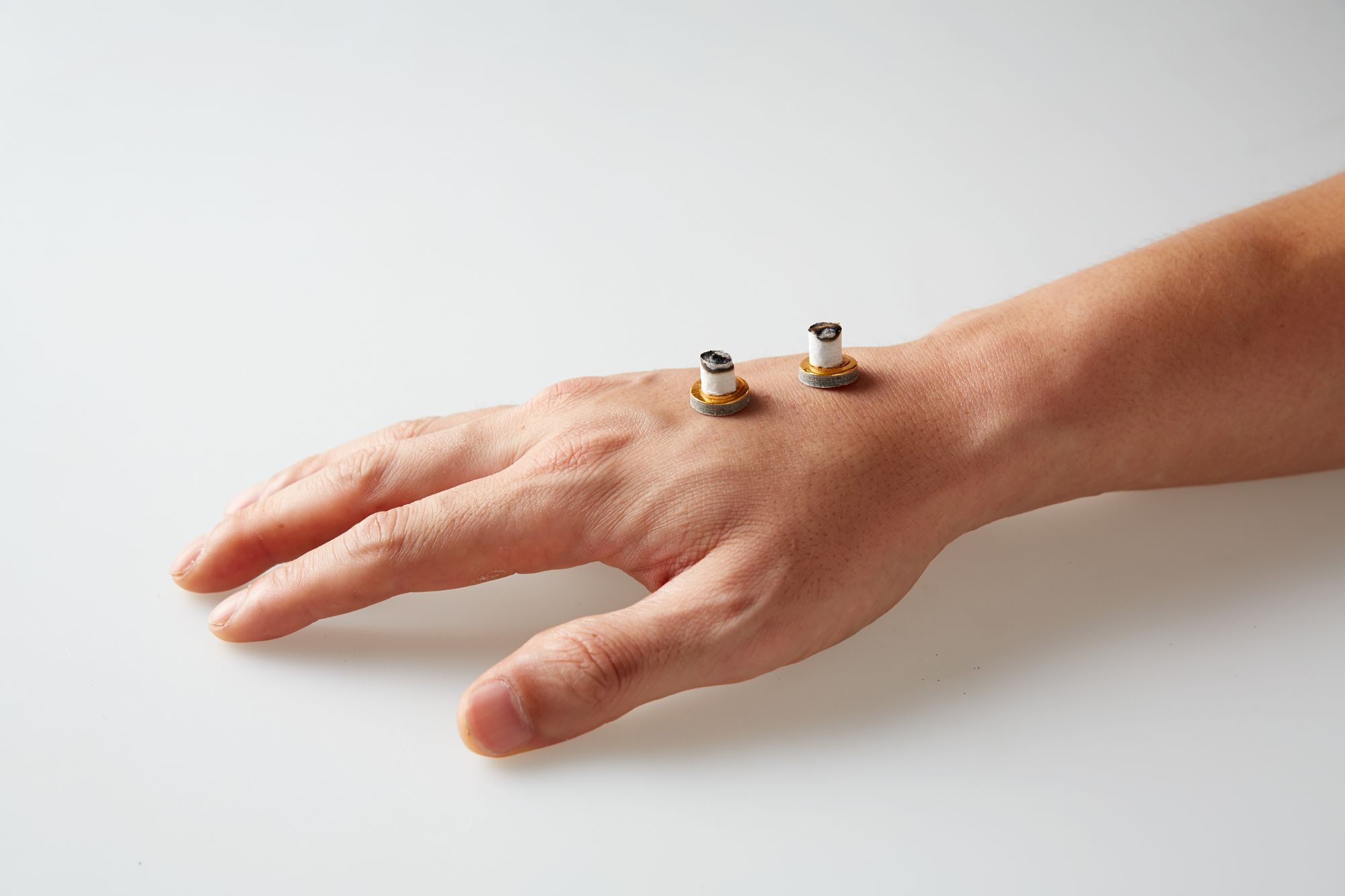
عمل الشيح على ظهر اليد
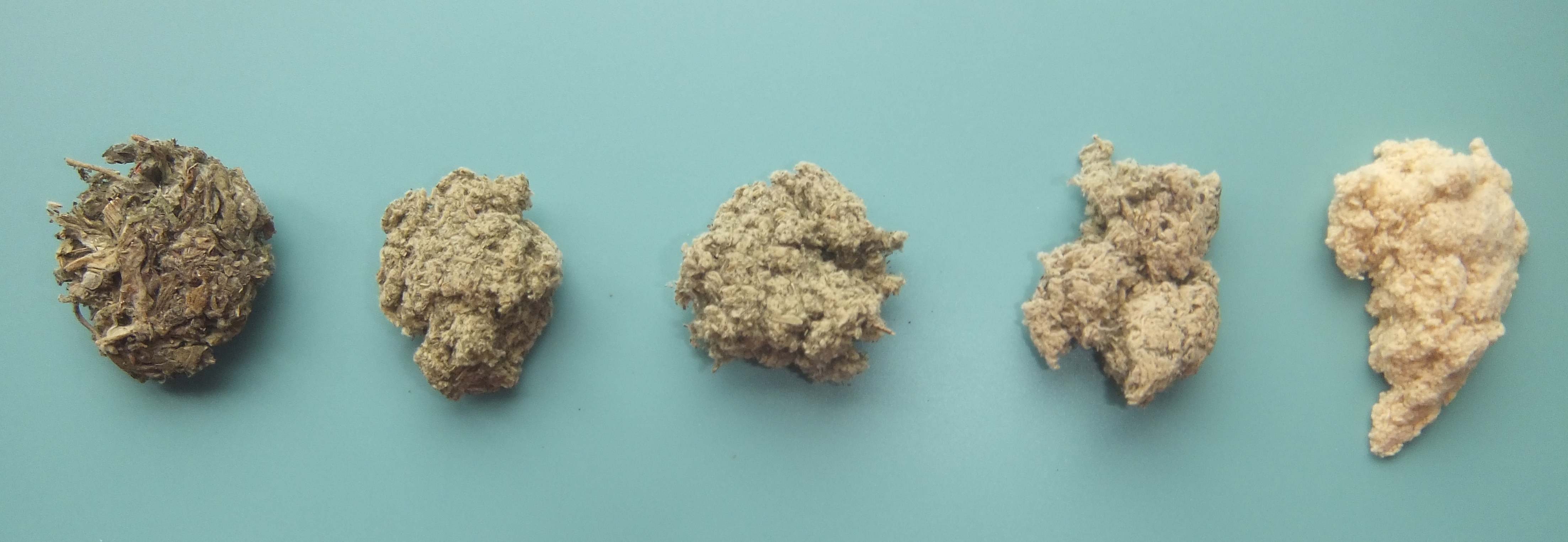
عينات من عشبة النار اليابانية. من اليسار إلى اليمين: حبق الراعي المعالج (المرحلة الأولى)، حبق الراعي المجهزة (المرحلة الثانية)، عشبة النار الخشنة للكي غير المباشر، الجودة العادية للكي غير المباشر والمباشر، جودة عالية للكي المباشر.
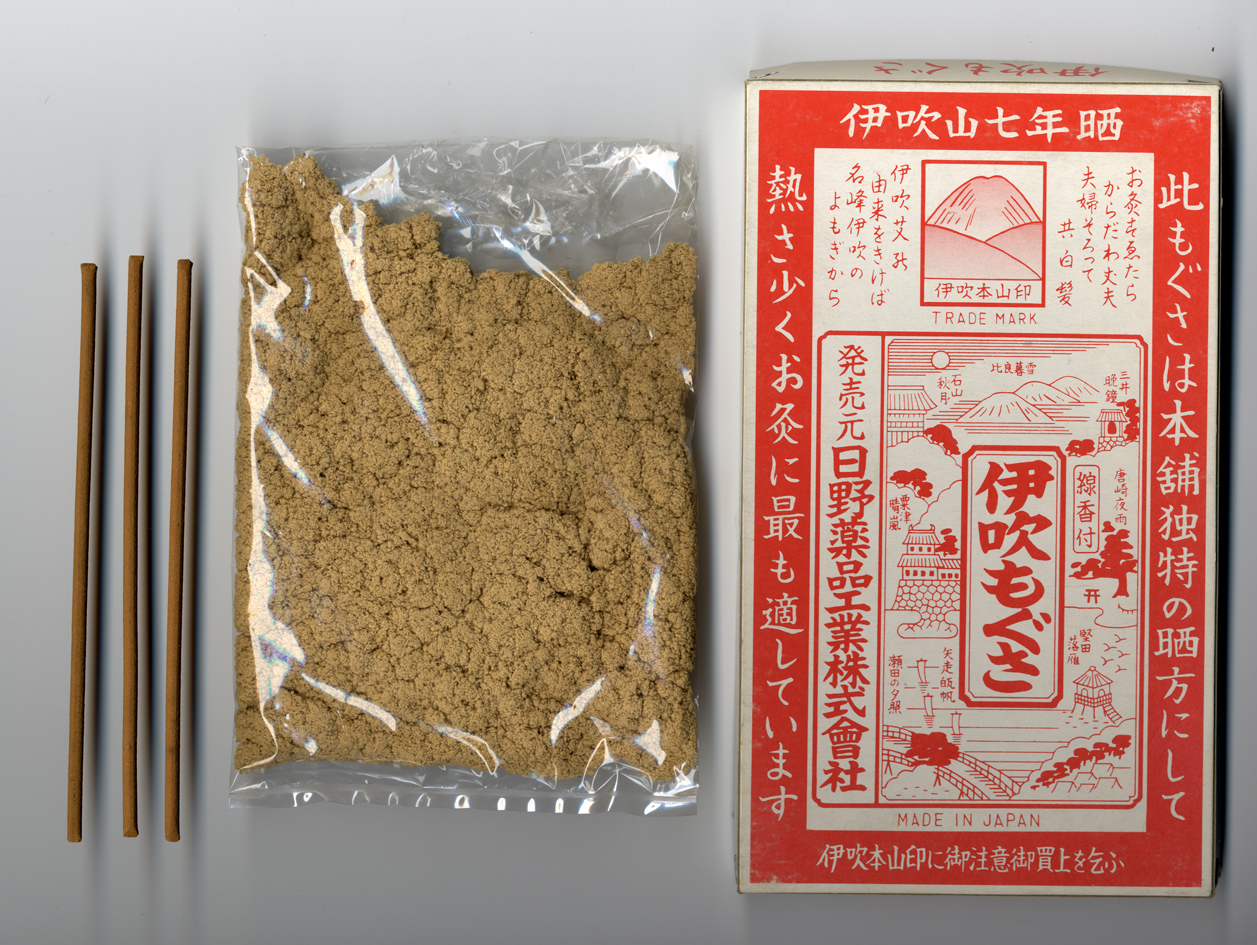
مجمعة الكي التقليدية من Maibara (اليابان)
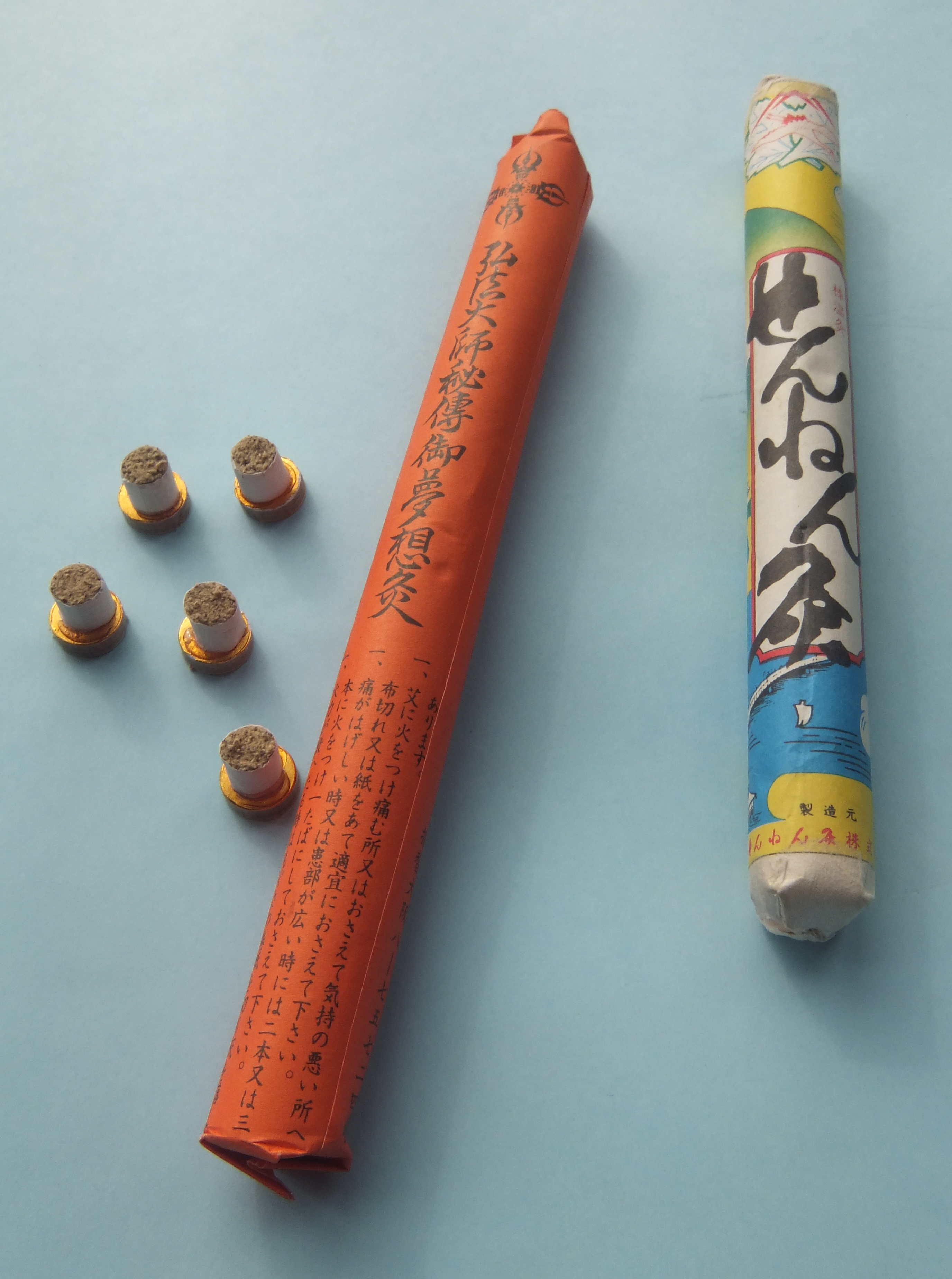
لاصق عشبة النار (يسار) ولفات من عشبة النار (يمين) تستخدم للمعالجة الحرارية غير المباشرة. لاصق عشبة النار هو منتج حديث يباع في اليابان وكوريا والصين. عادة ما تكون القاعدة ذاتية اللصق بنقطة المعالجة.

## الاستخدام النظري والعملي
استخدم الممارسون الكي لتدفئة مناطق الجسم على مناطق الوخز بالإبر بهدف تحفيز الدورة الدموية من خلال تلك النقاط وتحفيز سلاسة تدفق الدم وقوة  التشي. ويعتقد البعض أنه يمكن علاج الحالات المرتبطة «بالبرد» أو «قصور يانغ» في الطب الصيني. كما زُعم أن الكي يخفف من البرد والرطوبة في الجسم، ويمكن أن يعمل على تغيير  المجي المقعدي للأطفال.
ادعى الممارسون أن الكي قد يكون فعالًا بشكل خاص في علاج المشاكل المزمنة، «مشاكل النقص» (ضعف) والشيخوخة. بيان كو (حوالي عام 500 قبل الميلاد) واحد من أشهر أطباء العصور الصينية القديمة وأول المتخصصين في الكي، ناقش فوائد الكي أكثر من الوخز بالإبر في كتابه الكلاسيكي بيان كو نيانج. وأكد أن الكي يمكن أن يشكل إضافة طاقة جديدة للجسم ويمكن أن يعالج حالات النقص أو التسمم.
استخدم الممارسون العلاج بوخز الإبر المصنوعة من مواد مختلفة في مع الكي تبعًا لاتجاه تدفق طاقة تشي التي يرغبون في تحفيزها.
هناك عدة طرق للكي. ثلاثة منهم مباشرة عن طريق الندبات المباشرة، وغير التندب المباشر والكي غير المباشر. في الندبات المباشر، يوضع مخروط صغير من الشيح مباشرةً على نقاط الوخز بالإبر بالجلد ثم تحرق حتى يكون الجلد بثور والتي تكون ندبات بعد أن تشفى. في غير التندب المباشر، يُزال  الشيح المحترق قبل أن يحترق الجلد بما فيه الكفاية لتكوين الندبات إلا إذا بقي الشيح المحترق على الجلد لفترة طويلة. في الكي غير المباشر، تُحمل سيجارة مصنوعة من الشيح بالقرب من نقطة الوخز بالإبر لتسخين الجلد أو يحمل السيجار على إبرة الوخز وتدخل في الجلد لتسخين الإبرة. هناك أيضا عصا الشيح.

## البحوث الطبية
نشرت أول مقالة علمية عن الكي من قبل الطبيب الياباني هارا شيميتارو الذي أجرى أبحاث مكثفة حول الآثار الدموية للكي في عام 1927. حصل بعد عامين على شهادة الدكتوراه في هذا الشأن من قبل كلية الطب في جامعة كيوشو. نشر هارا آخر منشوراته حول الكي في عام 1981.
وجدت مؤسسة كوكرين أدلة محدودة على استخدام الكي في تصحيح المجيء المقعدي للأطفال، ودعت إلى إجراء مزيد من التجارب. كما تم دراسة الكي لعلاج الألم  والسرطان والسكتة الدماغية والتهاب القولون التقرحي والإمساك وارتفاع ضغط الدم. أوجدت المراجعات المنهجية أن هذه الدراسات ذات جودة منخفضة وأن النتائج الإيجابية يمكن أن يكون بسبب التحيز في النشر.

## استخدامات موازية للشيح
استخدم الشيح من بين الأعشاب الأخرى في كثير من الأحيان كعصى التلطخ. مارس شعب  تشوماش من جنوب كاليفورنيا طقوس مشابهة. كما وضع الأوروبيون أغصان الشيح تحت الوسائد لجلب الأحلام، بينما ارتبطت أوراق الشيح بممارسة السحر في الحقبة  الأنجلوسكسونية.